# Thiaucourt-Regniéville
Thiaucourt-Regniéville är en kommun i departementet Meurthe-et-Moselle i regionen Grand Est (tidigare regionen Lorraine) i nordöstra Frankrike. Kommunen ligger i kantonen Thiaucourt-Regniéville som tillhör arrondissementet Toul. År 2022 hade Thiaucourt-Regniéville 1 120 invånare.

## Befolkningsutveckling
Antalet invånare i kommunen Thiaucourt-Regniéville
| Referens: INSEE |